# Преследование евреев Восточной Галиции национал-социалистами (книга)
«Преследование евреев Восточной Галиции национал-социалистами, 1941—1944: организация и осуществление государственного массового преступления» (нем. Nationalsozialistische Judenverfolgung in Ostgalizien 1941—1944: Organisation und Durchführung eines staatlichen Massenverbrechens) — книга профессора Дитера Поля о Холокосте, впервые вышедшая в 1996 году; представляет собой подробное немецкоязычное исследование, основанное на обширных восточноевропейских архивах и, одновременно, обзор исследовательской литературы, опубликованной в Восточной Европе.

## Издания
- Dieter Pohl. Nationalsozialistische Judenverfolgung in Ostgalizien 1941—1944: Organisation und Durchführung eines staatlichen Massenverbrechens. — 2. Aufl. — München: R. Oldenbourg Verlag, 1997. — 453 S. — ISBN 9783486563139.
- Pohl, Dieter. Nationalsozialistische Judenverfolgung in Ostgalizien 1941—1944: Organisation und Durchführung eines staatlichen Massenverbrechens. — Berlin, Boston: Walter de Gruyter, 2014. — 455 S. — ISBN 9783486706505. — ISBN 3486706500.